# Bursinel
Bursinel är en ort och kommun i distriktet Nyon i kantonen Vaud, Schweiz. Kommunen har 525 invånare (2023).
Kommunen ligger vid Genèvesjön.